# Steven Schiff
Steven Harvey Schiff (18 de Março de 1947 – 25 de Março de 1998) foi um político norte-americano. Serviu como membro da Câmara dos Representantes dos Estados Unidos, representando o primeiro distrito do Novo México de 1989 até sua morte de Carcinoma de células escamosas em Albuquerque, Novo México em 1998. Schiff foi um Republicano.
Schiff nasceu em Chicago, Illinois. Recebeu um Bacharelado em artes na Universidade de Illinois e um Juris Doctor da Faculdade de Direito da Universidade do Novo México. Schiff entrou na Força Aérea do Novo México em 1969 e foi reservista até sua morte. Permaneceu no Novo México e foi advogado até sua eleição ao Congresso em 1989. De 1972 até 1981, Schiff foi o procurador-assistente de Albuquerque. Foi o procurador-geral do Condado de Bernalillo, Novo México de 1981 até sua entrada no Congresso.
Alegou-se que Schiff tinha interesse em OVNIs.
Schiff morreu de carcinoma de células escamosas durante seu quinto mandato no Congresso em Albuquerque, Novo México. A Republicana Heather Wilson venceu uma eleição parcial para sucedê-lo.